# Valvata montenegrina
Valvata montenegrina is een slakkensoort uit de familie van de Valvatidae. De wetenschappelijke naam van de soort is voor het eerst geldig gepubliceerd in 2008 door Gloer & Pesic.